# کد ۴۶
کد ۴۶ نام فیلم مایکل وینترباتم کارگردان انگلیسی است که تیم رابینز و سامانتا مورتون بازیگران اصلی آن هستند.
نویسندهٔ فیلم‌نامه آن فرانک کوتریل است که پیش از این در نگارش فیلم‌نامه جماعت میهمانی ۲۴ ساعته با وینتر باتم همکاری داشت.

## خلاصه فیلم
ویلیام (تیم رابینس) ویروس انقال افکار در او وجود دارد. او که توانایی خواندن فکر افراد را دارد برای پی بردن به ماجرای سرقت از شرکت تهیه کارتهای کد دار ویژه اقامت، به شانگهای آمده. در آن شرکت با دختری به نام ماریا (سامانتا مورتن) که سارق کدهاست آشنا شده و رابطه آنها بیشتر شده؛ ولیام که اجازه اقامت ۲۴ ساعته را در شانگهای داشت به شهر خود برگشته ولی بعد از…